# Ахмедов, Ахмед (футболист)
Ахмед Йылмазов Ахмедов  (болг. Ахмед Йълмъзов Ахмедов; род. 4 марта 1995, Планиница, Бургасская область) — болгарский футболист, нападающий софийского ЦСКА и сборной Болгарии.

## Клубная карьера
Родился 4 марта 1995 года в селе Планиница Бургасской области. Начал заниматься футболом в академии бургаского «Черноморца» в 2007 году. Спустя год перешёл в академию другого клуба из Бургаса — «Нефтохимик».
В сезоне 2013/14 вернулся в «Черноморец», в составе которого впервые сыграл на профессиональном уровне в рамках Кубка Болгарии. В следующем сезоне перешёл в «Бургас», выступавший в Профессиональной футбольной группе «Б». С 2016 по 2018 год играл за «Поморие», вместе с которым занял второе место во втором по силе дивизионе Болгарии.
Летом 2018 года стал игроком клуба «Дунав». Дебют в чемпионате Болгарии состоялся 20 июля 2018 года в матче против «Витоши» из Бистрицы (1:2).
Зимой 2020 года подписал контракт со столичным ЦСКА. По итогам сезона 2019/20 «армейцы» завоевали серебро чемпионата Болгарии и дошли до финала Кубка Болгарии. 27 августа 2020 года дебютировал в еврокубках в матче квалификации Лиги Европы против мальтийского «Сиренса» (2:1). В сентябре 2020 года стало известно, что футболист сдал положительный тест на COVID-19. После того, как в команду пришли нападающие Хорди Кайседо и Бисмарк Чарльз, Ахмедов потерял место в основном составе.
В феврале 2021 года перешёл на правах полугодичной аренды в бакинский «Нефтчи». Зарплата игрока в новом клубе была увеличена в два раза по сравнению с его доходом в ЦСКА. В случае выкупа контракта болгарского футболиста руководство «Нефтчи» должно заплатить за него 150 тысяч евро. Дебют Ахмедова в чемпионате Азербайджана состоялся 20 февраля 2021 года в матче против «Габалы» (1:0).

## Карьера в сборной
В 2015 году вызывался в расположение молодёжной сборной Болгарии, однако в составе команды Ахмедов так и не сыграл.

## Достижения
«Поморие»
- Серебряный призёр Второй лиги Болгарии: 2015/16

ЦСКА (София)
- Серебряный призёр чемпионата Болгарии: 2019/20
- Финалист Кубка Болгарии: 2019/20

## Статистика
| Выступления за клуб | Выступления за клуб | Выступления за клуб | Лига  | Лига | Кубок | Кубок | Еврокубки | Еврокубки | Другие | Другие | Всего | Всего | Всего |
| Клуб                | Лига                | Сезон               | Матчи | Голы | Матчи | Голы  | Матчи     | Голы      | Матчи  | Голы   | Матчи | Голы  |       |
| ------------------- | ------------------- | ------------------- | ----- | ---- | ----- | ----- | --------- | --------- | ------ | ------ | ----- | ----- | ----- |
| Черноморец (Бургас) | Группа «А»          | 2013/14             | 0     | 0    | 2     | 0     | —         | —         | —      | —      | 2     | 0     |       |
| Бургас              | Группа «Б»          | 2014/15             | 18    | 2    | 1     | 0     | —         | —         | —      | —      | 19    | 2     |       |
| Поморие             | Группа «Б»          | 2015/16             | 29    | 7    | 0     | 0     | -         | -         | 1      | 0      | 30    | 7     |       |
| Поморие             | Вторая лига         | 2016/17             | 30    | 10   | 1     | 0     | -         | -         | -      | -      | 31    | 10    |       |
| Поморие             | Вторая лига         | 2017/18             | 26    | 8    | 1     | 1     | -         | -         | -      | -      | 27    | 9     |       |
| Поморие             | Всего               | Всего               | 85    | 25   | 2     | 1     | 0         | 0         | 1      | 0      | 88    | 26    |       |
| Дунав               | Первая лига         | 2018/19             | 35    | 8    | 2     | 0     | —         | —         | —      | —      | 37    | 8     |       |
| Дунав               | Первая лига         | 2019/20             | 18    | 6    | 1     | 0     | —         | —         | —      | —      | 19    | 6     |       |
| Дунав               | Всего               | Всего               | 53    | 14   | 3     | 0     | 0         | 0         | 0      | 0      | 56    | 14    |       |
| ЦСКА (София)        | Первая лига         | 2019/20             | 6     | 0    | 3     | 1     | 0         | 0         | 0      | 0      | 9     | 1     |       |
| ЦСКА (София)        | Первая лига         | 2020/21             | 9     | 1    | 1     | 1     | 5         | 2         | 0      | 0      | 15    | 4     |       |
| ЦСКА (София)        | Всего               | Всего               | 15    | 1    | 4     | 2     | 5         | 2         | 0      | 0      | 24    | 5     |       |
| Всего за карьеру    | Всего за карьеру    | Всего за карьеру    | 171   | 42   | 12    | 3     | 5         | 2         | 1      | 0      | 189   | 47    |       |